# 49-я пехотная дивизия (вермахт)
49-я пехотная дивизия (нем. 49. Infanterie-Division) — тактическое соединение сухопутных войск вооружённых сил нацистской Германии периода Второй мировой войны. Дивизия была уничтожена в Аахене в октябре 1944 года. Уцелевшие части были использованы для восстановления 246-й народно-гренадерской дивизии.

## История
49-я пехотная дивизия была сформирована 1 февраля 1944 года недалеко от Булонь-сюр-Мер в оккупированной немцами Франции из  191-й резервной дивизии. Процесс реорганизации 191-й резервной дивизии начался 19 ноября 1943 года. Впоследствии 49-я пехотная дивизия исполняла функции береговой обороны от возможного морского вторжения западных союзников.
Когда это вторжение стало реальностью в форме операции «Оверлорд», 49-я пехотная дивизия под командованием генерал-лейтенанта Зигфрида Махольца была передана 5-й танковой армии. Немецкие части не смогли удержать свои позиции и были вытеснены в сторону Аахена в Германии. В октябре 1944 года в районе Аахена дивизия была уничтожена союзными войсками.
5 декабря 1944 года после разгрома под Аахеном остатки дивизии были использованы для восстановления 246-й народно-гренадерской дивизии.

## Местонахождение
- с февраля по август 1944 (Франция)
- с августа по декабрь 1944 (Бельгия)

## Подчинение
- 82-й армейский корпус 15-й армии группы армий «D» (1 февраля - 9 июня 1944)
- 58-й танковый корпус 5-й танковой армии группы армий «Б» (9 июня - 8 октября 1944)

## Командиры
- генерал-лейтенант Зигфрид Махольц (1 февраля - 4 сентября 1944)
- генерал-лейтенант Волльрат Люббе (4 сентября - 5 декабря 1944)

## Состав
- 148-й гренадерский полк (Grenadier-Regiment 148)
- 149-й гренадерский полк (Grenadier-Regiment 149)
- 150-й гренадерский полк (Grenadier-Regiment 150)
- 149-й артиллерийский полк (Artillerie-Regiment 149)
- 149-й сапёрный батальон (Pionier-Bataillon 149)
- 149-я противотанковая батарея (Panzerjäger-Kompanie 149)
- 149-й фузилёрный батальон (Füsilier-Bataillon 149)
- 149-й батальон связи (Nachrichten-Abteilung 149)
- 149-й отряд материального обеспечения (Nachschubtruppen 149)
- 149-й полевой запасной батальон (Feldersatz-Bataillon 149)